# Andry Laffita
Andry Laffita est un boxeur cubain né le 26 mars 1978 à Pinar del Río.

## Carrière
Médaillé d'argent aux Jeux olympiques de Pékin en 2008 dans la catégorie poids mouches, il remporte également la médaille d'argent aux championnats du monde de Mianyang en 2005.

## Parcours auxJeux olympiques
Jeux olympiques d'été de 2008 à Pékin (poids mouches) :
- Bat Khalid Yafai (Grande-Bretagne) 9-3
- Bat McWilliams Arroyo (Porto Rico) 11-2
- Bat Georgy Balakshin (Russie) 9-8
- Perd contre Somjit Jongjohor (Thaïlande) 2-8

## Référence
1. ↑  (en) Résultats des Jeux olympiques 2008 (amateur-boxing.strefa.pl)